# Premio Sant Jordi de Novela
El Premio Sant Jordi de Novela  —inicialmente denominado Premio Joanot Martorell— es uno de los premios literarios más prestigiosos en lengua catalana. El premio es convocado por Enciclopedia Catalana y Òmnium Cultural.

## Historia
El premio fue creado en 1947 por la Editorial Aymá. Entre 1947 y 1959 fue denominado Premio Joanot Martorell.
La entrega del premio se hace en una gala que tiene lugar en Barcelona la noche de Santa Lucía, en el mes de diciembre.
El autor de la obra ganadora recibe un premio en metálico de 60 000 euros, además de la publicación de la obra.

## Galardonados

### Premi Joanot Martorell
| Edición | Año  | Obra ganadora                | Autor                     |
| ------- | ---- | ---------------------------- | ------------------------- |
| 1.ª     | 1947 | Primera part                 | Celia Suñol               |
| 2.ª     | 1948 | El cel no és transparent     | Maria Aurèlia Capmany     |
| -       | 1949 | No convocado                 | -                         |
| -       | 1950 | No convocado                 | -                         |
| 3.ª     | 1951 | El carrer Estret             | Josep Pla                 |
| 4.ª     | 1952 | La família Rouquier          | Xavier Benguerel i Llobet |
| 5.ª     | 1953 | Com ganivets o flames        | Josep Maria Espinàs       |
| 6.ª     | 1954 | Estrictament personal        | Manuel de Pedrolo         |
| 7.ª     | 1955 | Incerta glòria               | Joan Sales                |
| 8.ª     | 1956 | La maroma                    | Ramon Folch i Camarasa    |
| 9.ª     | 1957 | El mar                       | Blai Bonet                |
| 10.ª    | 1958 | Un camí de Damasc            | Miquel Llor               |
| 11.ª    | 1959 | Animals destructors de lleis | Ricard Salvat             |

### Premi Sant Jordi
| Edición | Año  | Obra ganadora                       | Autor                        |
| ------- | ---- | ----------------------------------- | ---------------------------- |
| 1.ª     | 1960 | Viure no és fàcil                   | Enric Massó                  |
| 2.ª     | 1961 | L'últim replà                       | Josep Maria Espinàs          |
| 3.ª     | 1962 | Balanç fins a la matinada           | Manuel de Pedrolo            |
| 4.ª     | 1963 | L'ombra de l'atzavara               | Pere Calders                 |
| 5.ª     | 1964 | La visita                           | Ramon Folch i Camarasa       |
| 6.ª     | 1965 | La derrota                          | Estanislau Torres            |
| 7.ª     | 1966 | El carrer de les Camèlies           | Mercè Rodoreda               |
| 8.ª     | 1967 | 39° a l'ombra                       | Antònia Vicens               |
| 9.ª     | 1968 | Un lloc entre els morts             | Maria Aurèlia Capmany        |
| 10.ª    | 1969 | Desierto                            | -                            |
| 11.ª    | 1970 | Nifades                             | Josep Maria Sonntag          |
| 12.ª    | 1971 | Fes memòria, Bel                    | Vicenç Riera Llorca          |
| 13.ª    | 1972 | L'enquesta del Canal Quatre         | Avel·lí Artís-Gener          |
| 14.ª    | 1973 | La casa encesa                      | Miquel Àngel Riera           |
| 15.ª    | 1974 | Pinyol tot salivat                  | Josep Albanell               |
| 16.ª    | 1975 | Un regne per a mi                   | Pau Faner                    |
| 17.ª    | 1976 | El temps de les cireres             | Montserrat Roig              |
| 18.ª    | 1977 | Coll de serps                       | Ferran Cremades              |
| 19.ª    | 1978 | Un home qualsevol                   | Jordi Carbonell i Tries      |
| 20.ª    | 1979 | La senyora                          | Antoni Mus                   |
| 21.ª    | 1980 | L'espectacle                        | Joan Mas i Bauzà             |
| 22.ª    | 1981 | Evangeli gris                       | Vicenç Villatoro             |
| 23.ª    | 1982 | Christian                           | Toni Pascual                 |
| 24.ª    | 1983 | La teranyina                        | Jaume Cabré                  |
| 25.ª    | 1984 | Al meu cap una llosa                | Olga Xirinacs                |
| 26.ª    | 1985 | Els colors de l'aigua               | Isidre Grau                  |
| 27.ª    | 1986 | Les primaveres i les tardors        | Baltasar Porcel              |
| 28.ª    | 1987 | Posicions                           | Ricard Creus                 |
| 29.ª    | 1988 | Retrat de Carme en penombra         | Agustí Alcoberro             |
| 30.ª    | 1989 | Declarat desert pel jurat           | -                            |
| 31.ª    | 1990 | Línia trencada                      | Ferran Cremades              |
| 32.ª    | 1991 | El sol de la tarda                  | Robert Saladrigas            |
| 33.ª    | 1992 | Cames de seda                       | Maria Mercè Roca             |
| 34.ª    | 1993 | La salvatge                         | Isabel-Clara Simó            |
| 35.ª    | 1994 | Gràcies per la propina              | Ferran Torrent               |
| 36.ª    | 1995 | Els fantasmes del Trianon           | Nèstor Luján                 |
| 37.ª    | 1996 | El misteri de Berlín                | Jordi Mata                   |
| 38.ª    | 1997 | L'atles furtiu                      | Alfred Bosch                 |
| 39.ª    | 1998 | El Quincorn. Una història romàntica | Miquel de Palol i Muntanyola |
| 40.ª    | 1999 | El llibre de les mosques            | Emili Teixidor               |
| 41.ª    | 2000 | Sota la pols                        | Jordi Coca                   |
| 42.ª    | 2001 | No miris enrere                     | David Castillo               |
| 43.ª    | 2002 | Purgatori                           | Joan Francesc Mira           |
| 44.ª    | 2003 | La meitat de l'ànima                | Carme Riera                  |
| 45.ª    | 2004 | La ciutat invisible                 | Emili Rosales                |
| 46.ª    | 2005 | El metall impur                     | Julià de Jòdar               |
| 47.ª    | 2006 | Sayonara Barcelona                  | Joaquim Pijoan               |
| 48.ª    | 2007 | Les senyoretes de Lourdes           | Pep Coll                     |
| 49.ª    | 2008 | El nas de Mussolini                 | Lluís-Anton Baulenas         |
| 50.ª    | 2009 | Se sabrà tot                        | Xavier Bosch                 |
| 51.ª    | 2010 | L'home de la maleta                 | Ramon Solsona                |
| 52.ª    | 2011 | Crim de sang                        | Sebastià Alzamora            |
| 53.ª    | 2012 | Plans de futur                      | Màrius Serra                 |
| 54.ª    | 2013 | Dies de frontera                    | Vicenç Pagès                 |
| 55.ª    | 2014 | L'àguila negra                      | Joan Carreras                |
| 56.ª    | 2015 | La vida sense la Sara Amat          | Josep Puig i Ponsa           |
| 57.ª    | 2016 | El setè angel                       | David Cirici                 |
| 58.ª    | 2017 | Jo sóc aquell que va matar Franco   | Joan-Lluís Lluís             |
| 59.ª    | 2018 | Digues un desig                     | Jordi Cabré i Trias          |
| 60.ª    | 2019 | Les amistats traïdes                | David Nel·lo                 |
| 61.ª    | 2020 | L'aigua que vols                    | Víctor García Tur            |
| 62.ª    | 2021 | Morir-ne disset                     | Sergi Belbel                 |
| 63.ª    | 2022 | Les nostres mares                   | Gemma Ruiz i Palá            |